# Gyula Grosics
Gyula Grosics (Dorog, 4 de fevereiro de 1926 — Budapeste, 13 de junho de 2014) foi um futebolista e treinador húngaro que jogava na posição de goleiro.

## Carreira

### Clubes e Seleção Húngara
Defendeu o Honvéd, e ainda o Dorogi Bányász, MATEOSZ Budapest e Teherfuvar.
Fez parte dos grandes times do Honvéd e da Seleção Húngara que dominaram a Europa na primeira metade dos anos 50, conquistando a medalha de ouro nas Olimpíadas de 1952 e acabando com um surpreendente segundo lugar na Copa de 1954, realizada na Suíça.
A surpresa deu-se porque o mais esperado era que os magiares conquistassem com sobras aquele mundial, perdendo justamente na decisão (e de virada, contra a Alemanha Ocidental, adversário a quem tinham goleado por 8 a 3 na primeira fase da Copa) uma invencibilidade de cinco anos. Grosics também era o goleiro da equipe que derrotou a Inglaterra em Wembley em 1953, aquela que é considerada a primeira derrota inglesa em casa para um time não-britânico (o que causou grande comoção na ilha).

### Expulsão do Honvéd, final de carreira e trajetória como técnico
Quando a tentativa de abertura política na Hungria ter sido sufocada pelo Pacto de Varsóvia em 1956, o Honvéd, que reunia as maiores estrelas da Hungria, estava fora do país para jogar contra o Athletic de Bilbao pela Copa dos Campeões da UEFA. Os jogadores não quiseram voltar; Ferenc Puskás, Zoltán Czibor e Sándor Kocsis acabaram exilando-se no futebol espanhol. Outros, depois de muita negociação, decidiram regressar à Hungria, o que foi o caso de Grosics, József Bozsik e László Budai. Com isto, foi demitido do Honvéd, encontrando lugar no Tatabánya Bányász, equipe de pequeno porte do país.
Eles, ao lado de Nándor Hidegkuti (que jogava pelo MTK Hungária), foram os únicos remanescentes titulares do mágico time na Copa de 1958. O goleiro seria um dos últimos remanescentes do "time de ouro" na Copa de 1962, aposentando-se após o torneio, aos 36 anos de idade.
Foi no Tatabánya Bányász, seu último clube como atleta, que Grosics iniciou carreira de treinador em 1963. Deixou o clube no mesmo ano

### Homenagem do Ferencváros
Em 2008, Grosics foi homenageado pelo Ferencváros, time pelo qual o goleiro era grande admirador - mas não chegou a vestir a camisa 1 das águias verdes por decisão das autoridades húngaras.
Para homenageá-lo, o Ferencváros agendou um amistoso contra o Sheffield United para que, pelo menos uma vez, Grosics tivesse seu nome escrito na súmula; aos 82 anos, envergando o célebre uniforme preto e com os cabelos brancos penteados cuidadosamente para trás, deu um toque na bola antes de ceder seu lugar a Ádám Holczer.

## Morte
Em 12 de junho de 2014, o ex-goleiro foi internado por motivos não divulgados, vindo a falecer pouco depois, aos 86 anos. Ele já havia sido internado em 2008 por conta de uma perfuração no pulmão, o que gerou cuidados constantes em sua saúde.
Com a morte de Grosics, o único remanescente dos "Mágicos Magiares" da década de 1950  é o já falecido ex-lateral-direito Jenő Buzánszky.

## Títulos
Honvéd
- Campeonato Húngaro: 1950, 1952, 1954, 1955

Hungria
- Copa dos Balcãs: 1947
- Jogos Olímpicos: 1952
- Copa Internacional da Europa Central: 1948–53

## Ligações Externas
- Perfil na Sports Reference